# جيمس إتش. بروت
جيمس إتش. بروت هو سياسي أمريكي، ولد في 16 ديسمبر 1917 في جورجيا في الولايات المتحدة، وتوفي في 19 يوليو 2002 في فلوريدا في الولايات المتحدة. نشط حزبياً في الحزب الديمقراطي. وقد انتخب عضو مجلس نواب فلوريدا ‏.